# Лепа Ніва
Лепа Ніва (словен. Lepa Njiva) — поселення в общині Мозирє, Савинський регіон, Словенія. Висота над рівнем моря: 450,2 м.